# フランソワ＝アンドレ・ヴァンサン
フランソワ＝アンドレ・ヴァンサン（François-André Vincent、1746年12月30日 - 1816年8月4日）はフランスの画家である。

## 略歴
パリで生まれた。父親のフランソワ＝エリ・ヴァンサン(François-Élie Vincent:1708-1790)はミニアチュールの画家で、フランソワ＝アンドレ・ヴァンサンは父親から美術を学んだ後、宮廷画家のジョゼフ＝マリー・ヴィアンの弟子となった。1768年にローマ賞を受賞し、1771年から1775年までイタリアに留学した。1777年に王立絵画彫刻アカデミーの会員に選ばれ、サロン・ド・パリには常に出展した。
1790年に女流画家のアデライド・ラビーユ＝ギアールと結婚した。1790年に国王、ルイ16世の宮廷画家になり、1792年に王立絵画彫刻アカデミーの教授に任じられた。ヴィアンのもう一人の弟子、ジャック＝ルイ・ダヴィッド(1748-1825)とともに新古典主義の潮流を代表する画家となった。フランス革命により、王立絵画彫刻アカデミーが廃止された後、1895年に設立された芸術アカデミーの設立メンバーであった。フランス第一帝政のもとでダヴィッドがナポレオンの庇護を受けて華々しく活躍したのに比べて、晩年は健康の問題もあり作品の製作は少なくなった。

## 作品

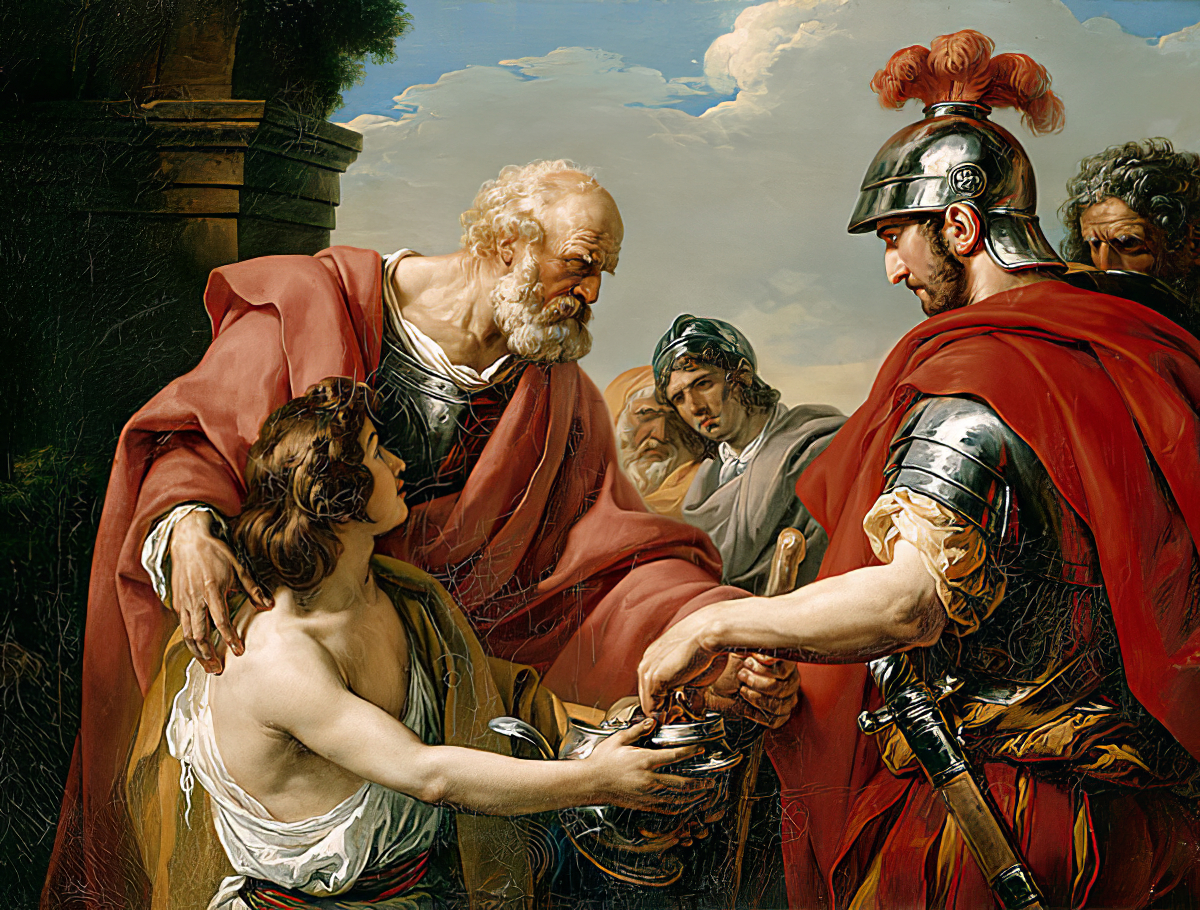
「ベリサリウス」 (1776)
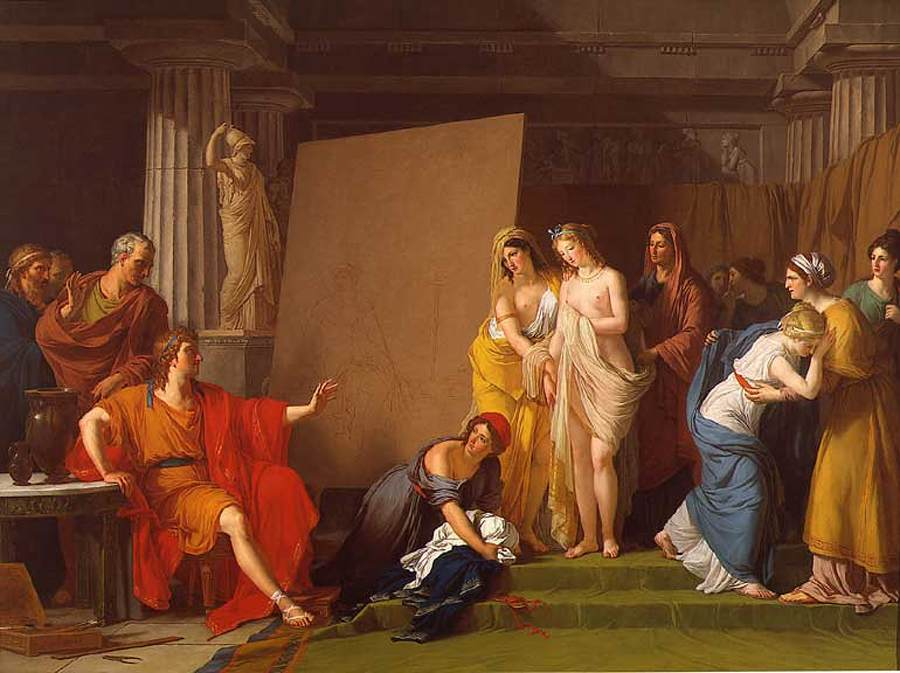
「ヘレンの絵のモデルを選ぶゼウクシス」
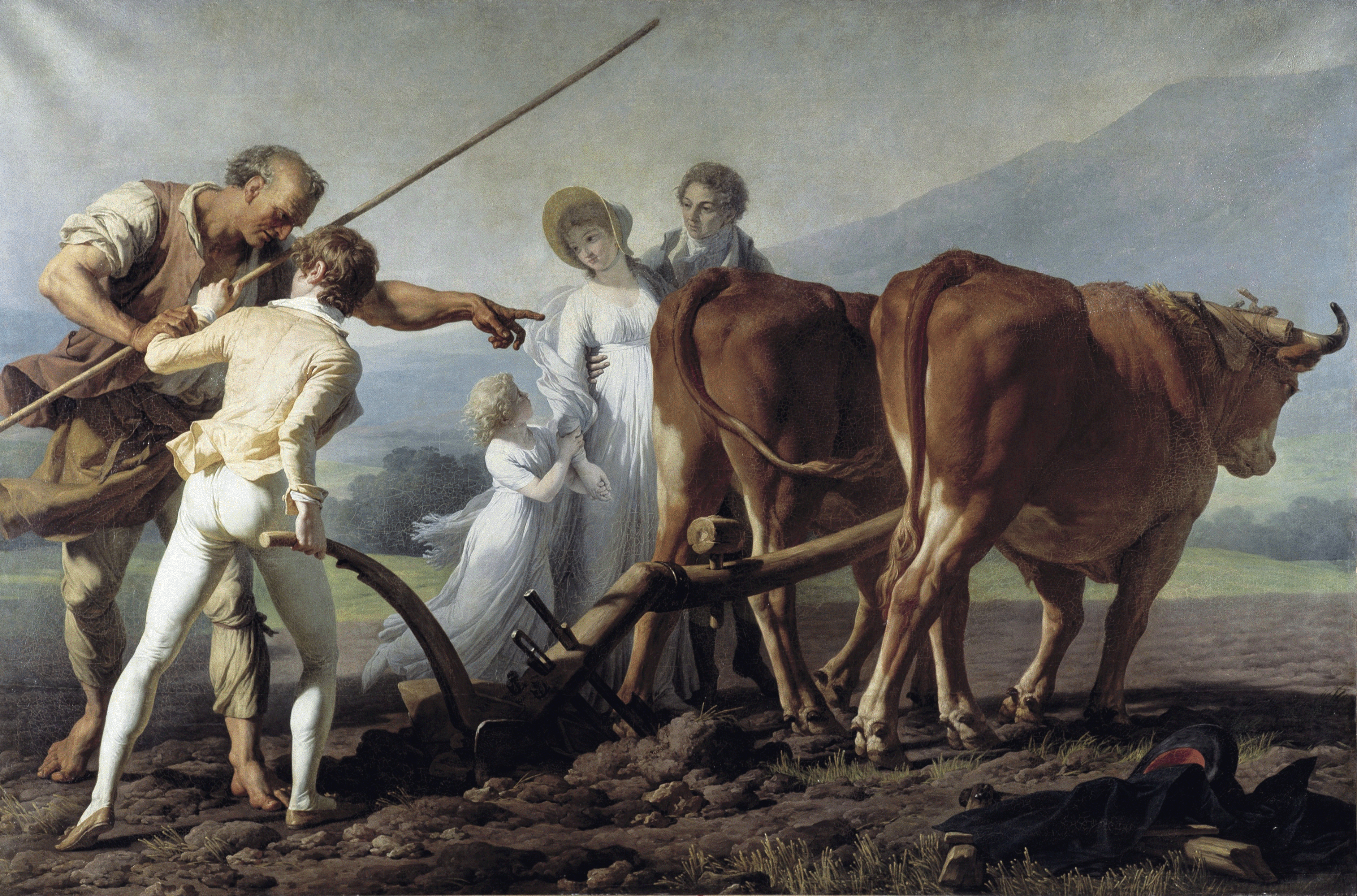
農作業の訓練

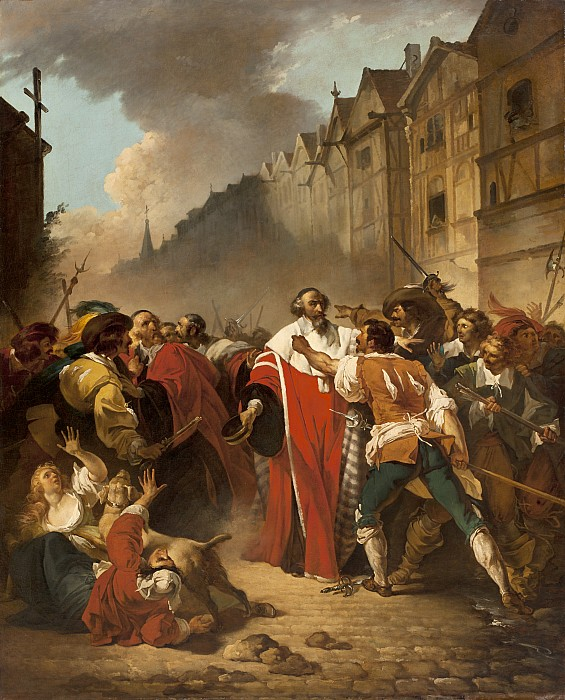
『高等法院長モレと反徒たち』
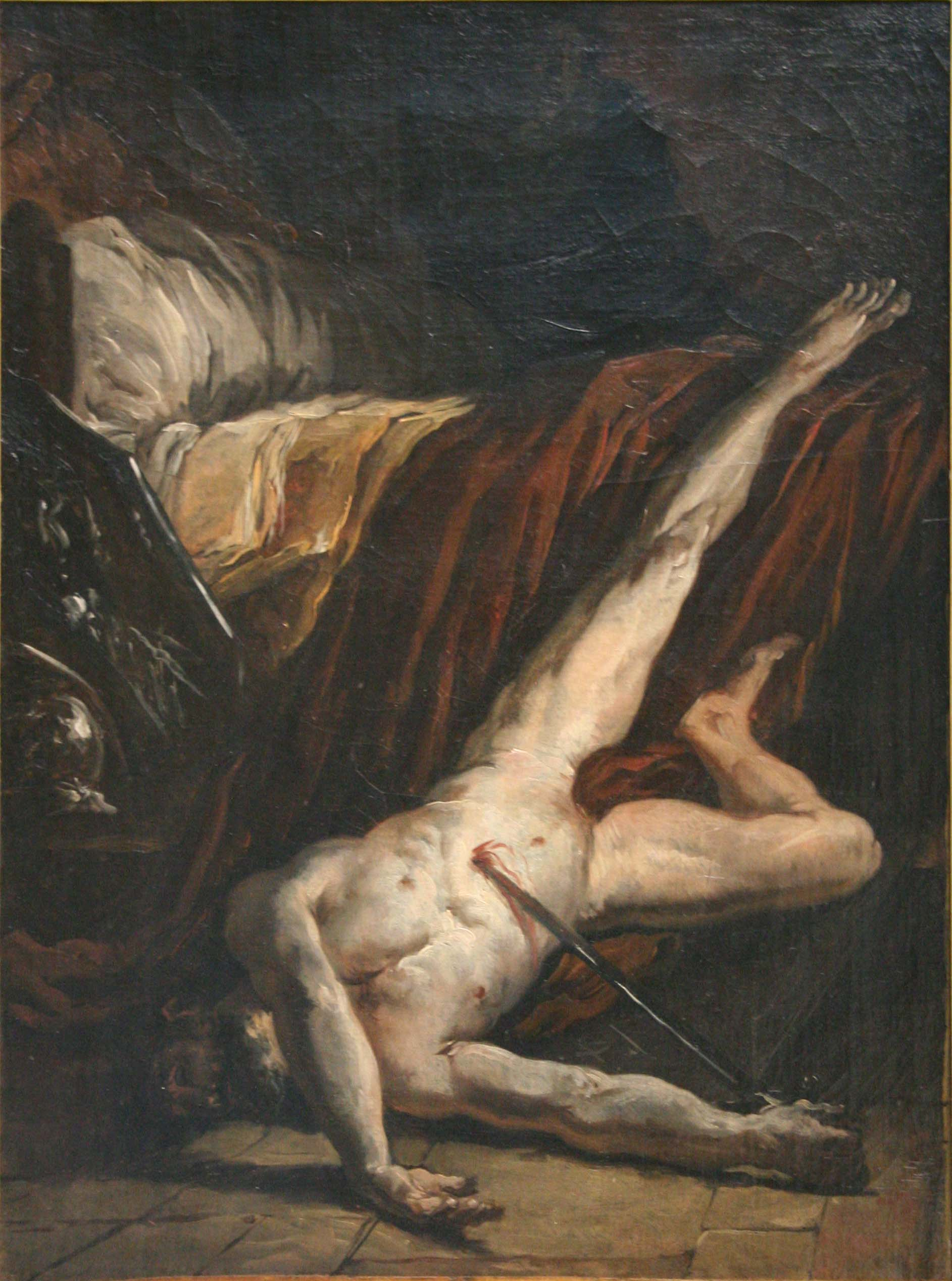
『カトーの死』 ファーブル美術館
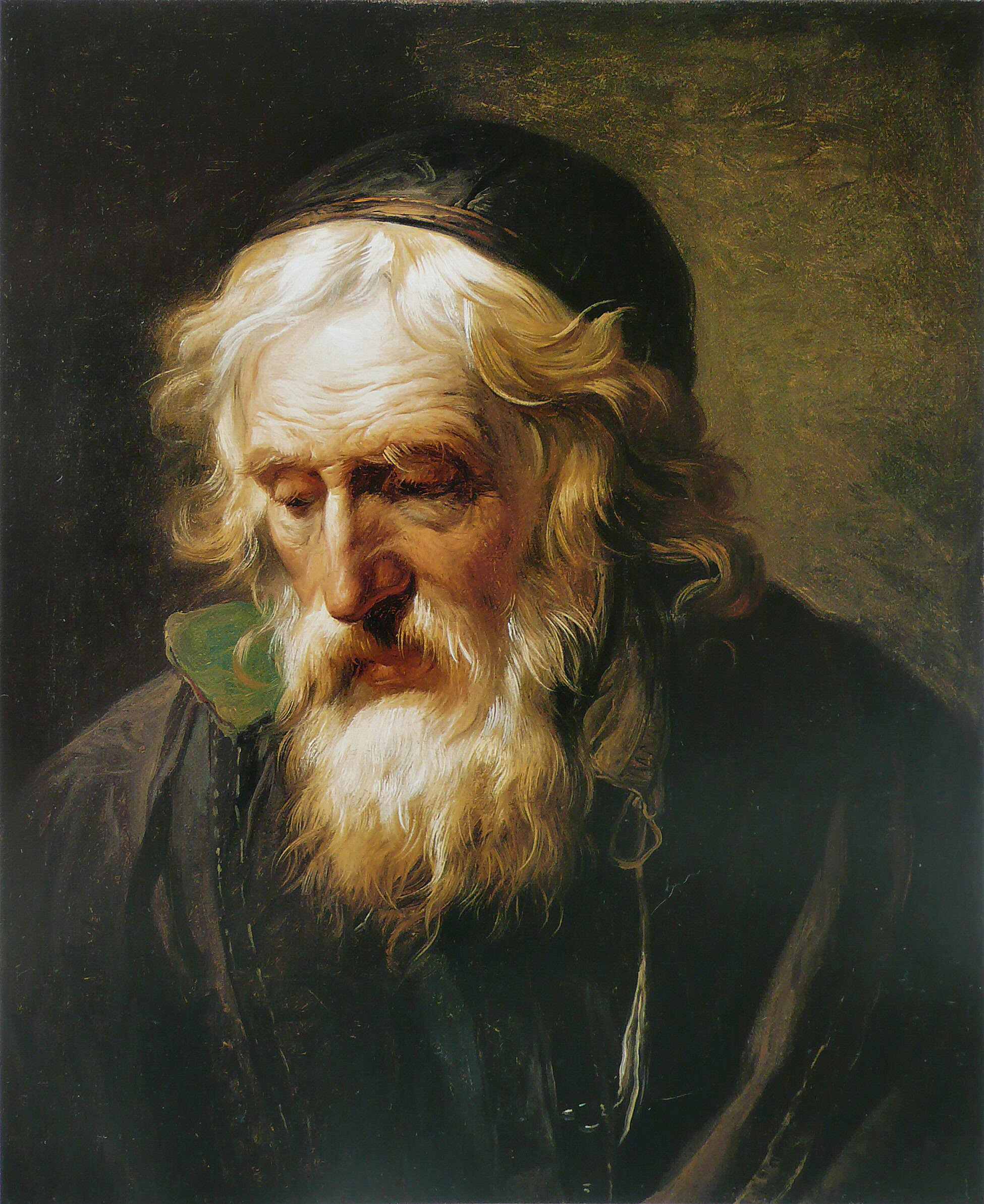
『ギリシャの司祭』 Staatsgalerie Aschaffenburg
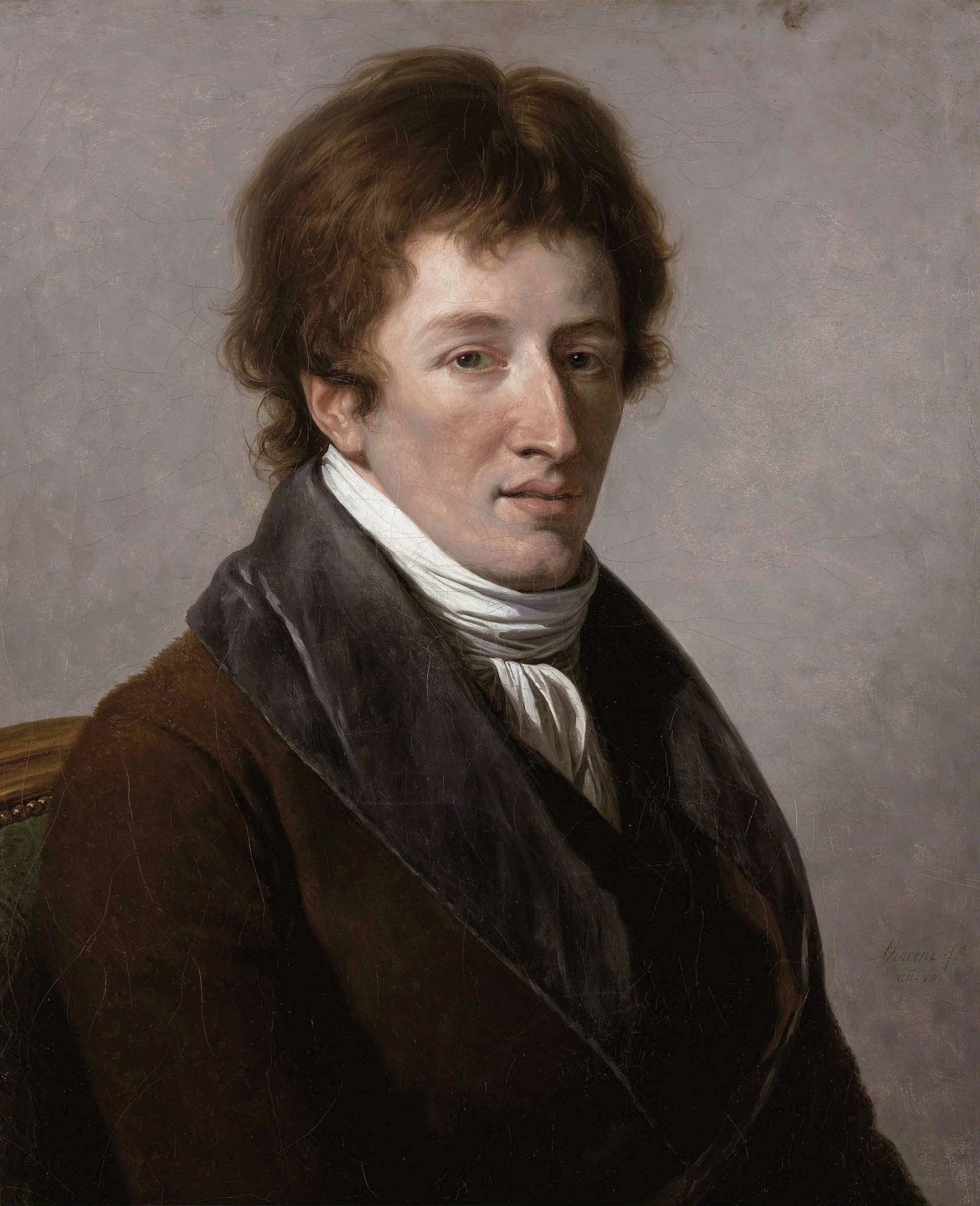
ジョルジュ・キュヴィエ（博物学者）

## ヴァンサンに学んだ学生
ヴァンサンに学んだ学生には以下のような画家がいる。
- シャルル・テブナン (1764-1838)
- シャルル・メニエ (1768-1832)
- ジョン・ヴァンダーリン (1775-1852)
- ピエール＝ノラスク・ベルジェレ (1782-1863)
- フランソワ＝エドゥアール・ピコ (1786-1868)
- ジャン・アロー (1786-1864)
- フランソワ＝ジョゼフ・エイム (1787-1865) ;
- オラース・ヴェルネ (1789-1863)